# ファーディナンド・エイベル

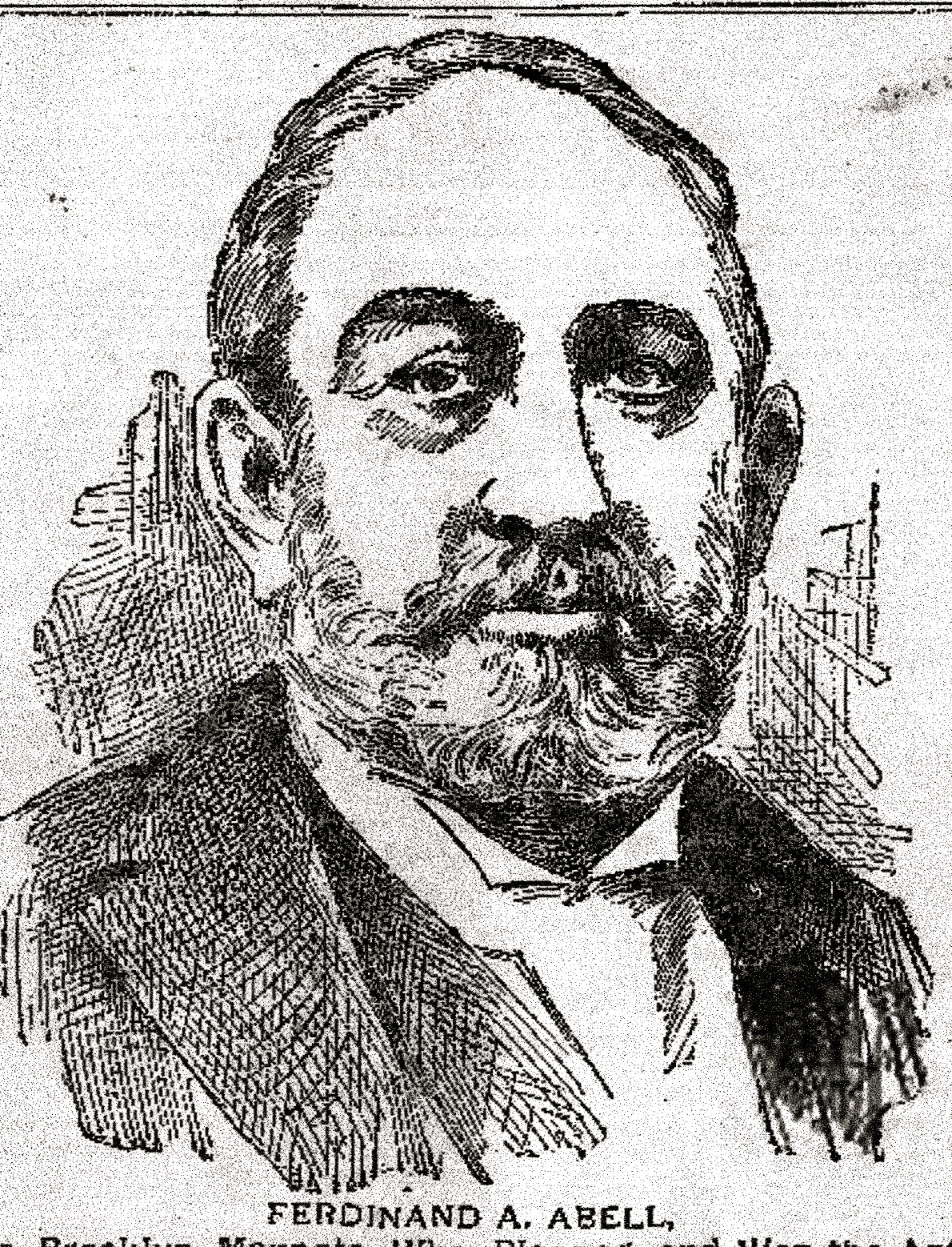
ファーディナンド・Ａ・エイベル

ファーディナンド・エイベル（Ferdinand A. Abell、生年不詳、没年1928年）は、19世紀のメジャーリーグベースボールの球団オーナー。現ロサンゼルス・ドジャーズの創設者の一人。

## 経歴・人物
1880年代当時、エイベルはロードアイランド州のカジノのオーナーをしており、1883年にニューヨークの不動産業者だったチャーリー・バーンや、ニューヨークヘラルド誌の編集者ジョン・J・テイラー、ジョセフ・ドイル（バーンの義弟にあたる）らと投資グループを組んで、ブルックリンを本拠地にするプロ球団の創設と、本拠地となったワシントン・パークの建設などに多額の出資をした。エイベルは20世紀初めまでおもに球団の財政面を担当し、1890年のプレイヤーズ・リーグ創設の際は、支配下の選手を高給で優遇し流出しないようにしたという。この年戦力の落ちなかったブルックリンは、アメリカン・アソシエーションからナショナルリーグに鞍替えし、リーグ優勝を手にすることになる。
また1898年から1899年にかけ、ブルックリンがボルチモア・オリオールズ（当時）を吸収合併した際にも、主導的な役割を果たしたという。エイベルは1907年に、ドジャーズの経営権をチャーリー・エベッツに譲渡して球団経営から退いた。